# Landau an der Isar
Landau an der Isar je druhé největší město zemského okresu Dingolfing-Landau v Dolním Bavorsku ve spolkové zemi Bavorsko v Německu. Zachovaná historická část města leží na návrší asi 50 m nad řekou Isar v nadmořské výšce 390 m, kdežto novější Dolní město leží v údolí řeky. Žije zde přes 13 tisíc obyvatel.

## Historie
Město založil roku 1224 Ludvík I. Bavorský z rodu Wittelsbachů, ale už roku 1074 se zmiňuje starší sídlo na tomto místě. Roku 1304 získalo město zvláštní práva, roku 1504 bylo téměř plně vypáleno a roku 1648 se vůči Švédům vykoupilo. Roku 1713 zemřelo 80 lidí na mor a roku 1743 za válek o rakouské dědictví bylo město dvakrát vyplundrováno francouzskou a rakouskou armádou. Roku 1875 bylo město připojeno k železniční síti.
Do roku 1972, kdy byla v Bavorsku reforma okresů, bylo město sídlo svého vlastního zemského okresu. Podle reformy byly bývalé správní oblasti Frammering, Mettenhausen, Reichersdorf a Zeholfing společně s částmi správních oblastí Kammern and Ganacker spojeny s městem Landau. Začlenění správních oblastí Nieder- a Oberhöcking proběhlo roku 1978.

## Doprava
Městem prochází silnice B20 a nedaleko města vede dálnice A92, která spojuje bavorskou metropoli Mnichov s Deggendorfem.

## Pamětihodnosti
- Zámek Wildthurn se středověkou hradní věží (kolem 1200).
- Zámek Kastenhof, v němž je umístěno Dolnobavorské archeologické muzeum s pozoruhodnými sbírkami prehistorického umění.
- Farní kostel P. Marie z roku 1713 s věží v průčelí. Uvnitř je středověká kamenná křtitelnice a pozdně gotický křídlový oltář (kolem 1500)
- Gotický hřbitovní kostel sv. Kříže z konce 15. století.
- Pozdně gotický kostel sv. Jana Křtitele v Usterlingu s bohatě vyřezávaným křídlovým oltářem.
- Pozdně gotický kostel Početí P. Marie v Zullingu.

### Galerie

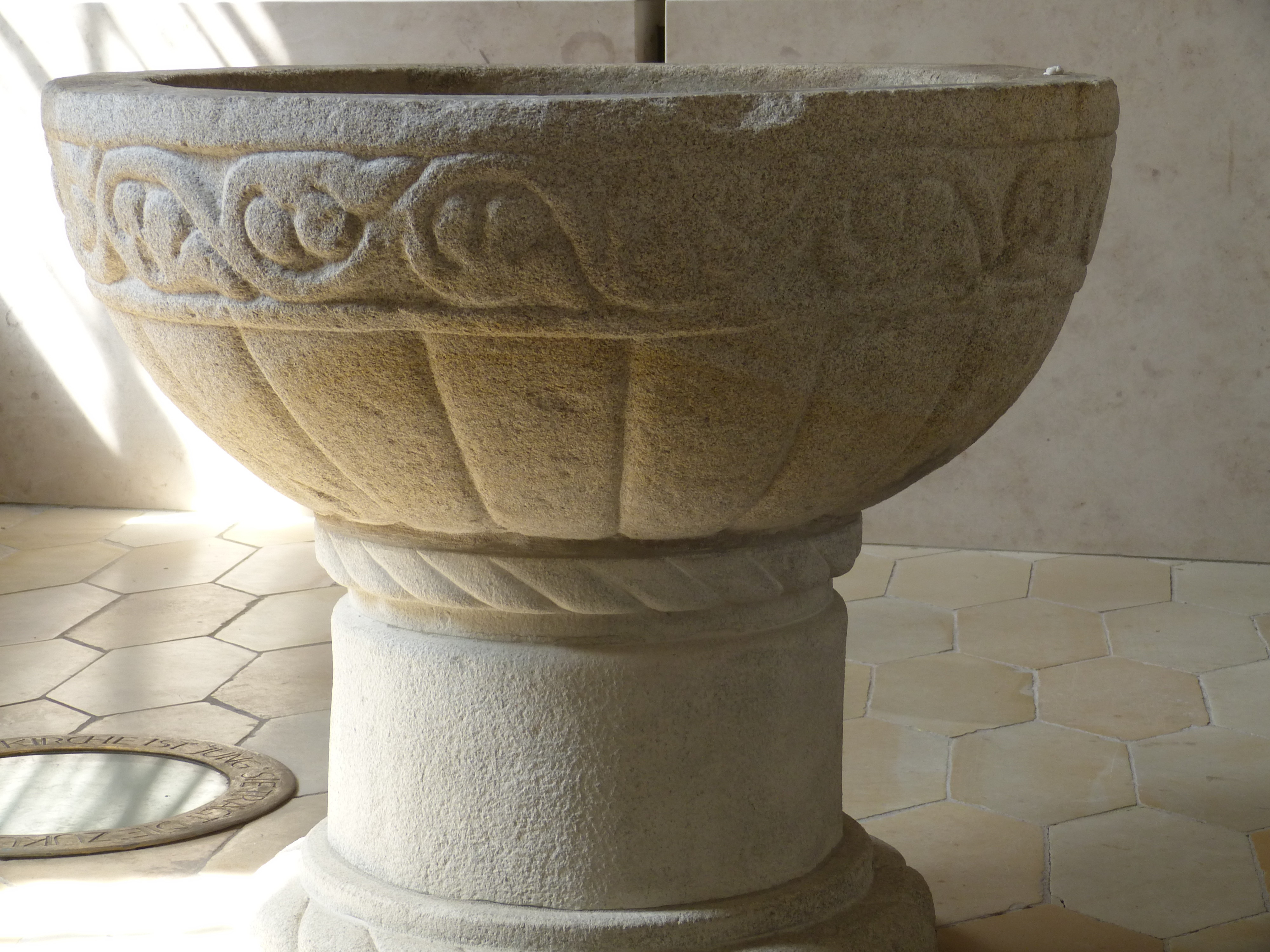
Kostel P. Marie, křtitelnice (13. stol.)
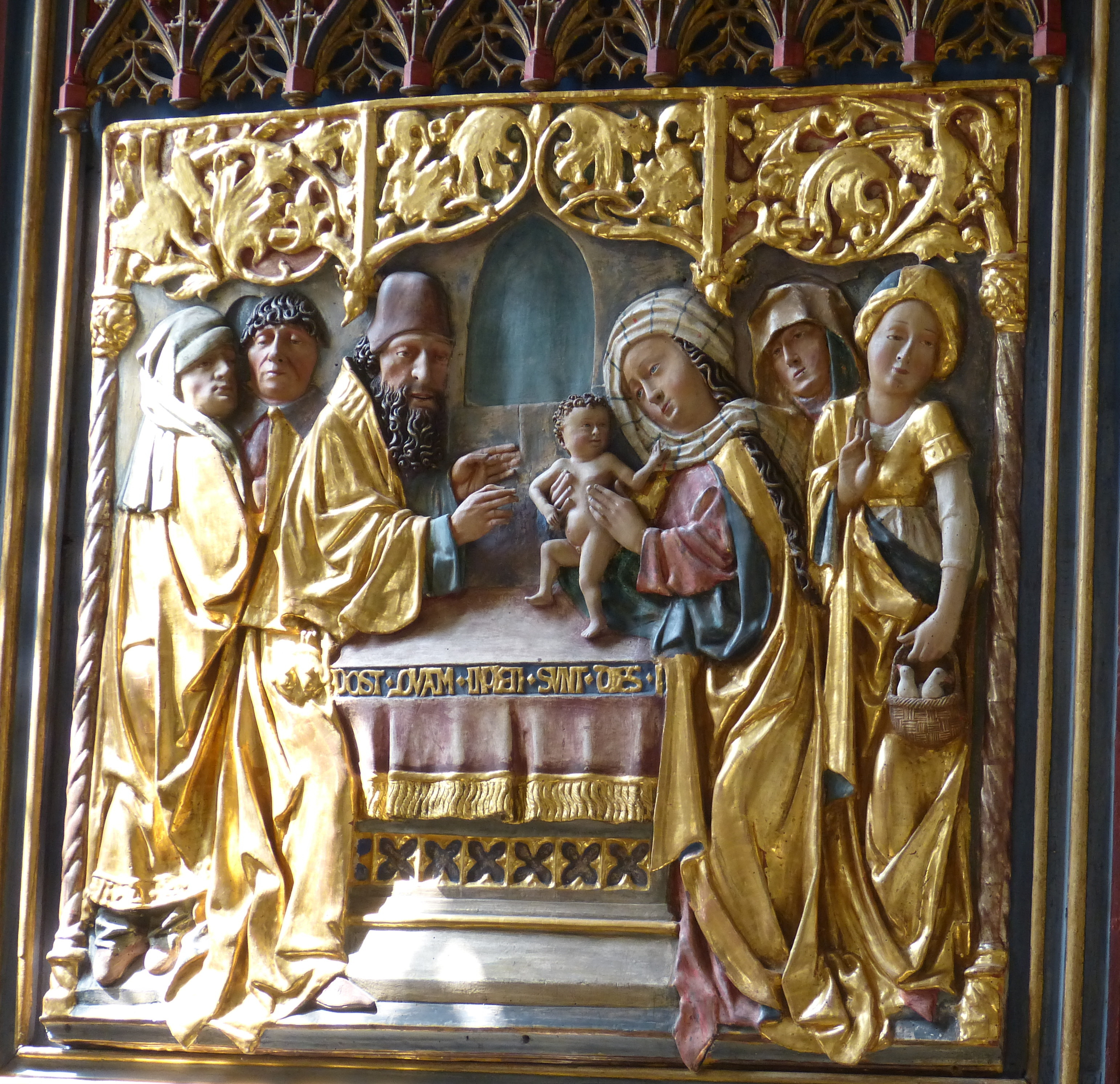
Kostel P. Marie, křídlový oltář (kolem 1500)
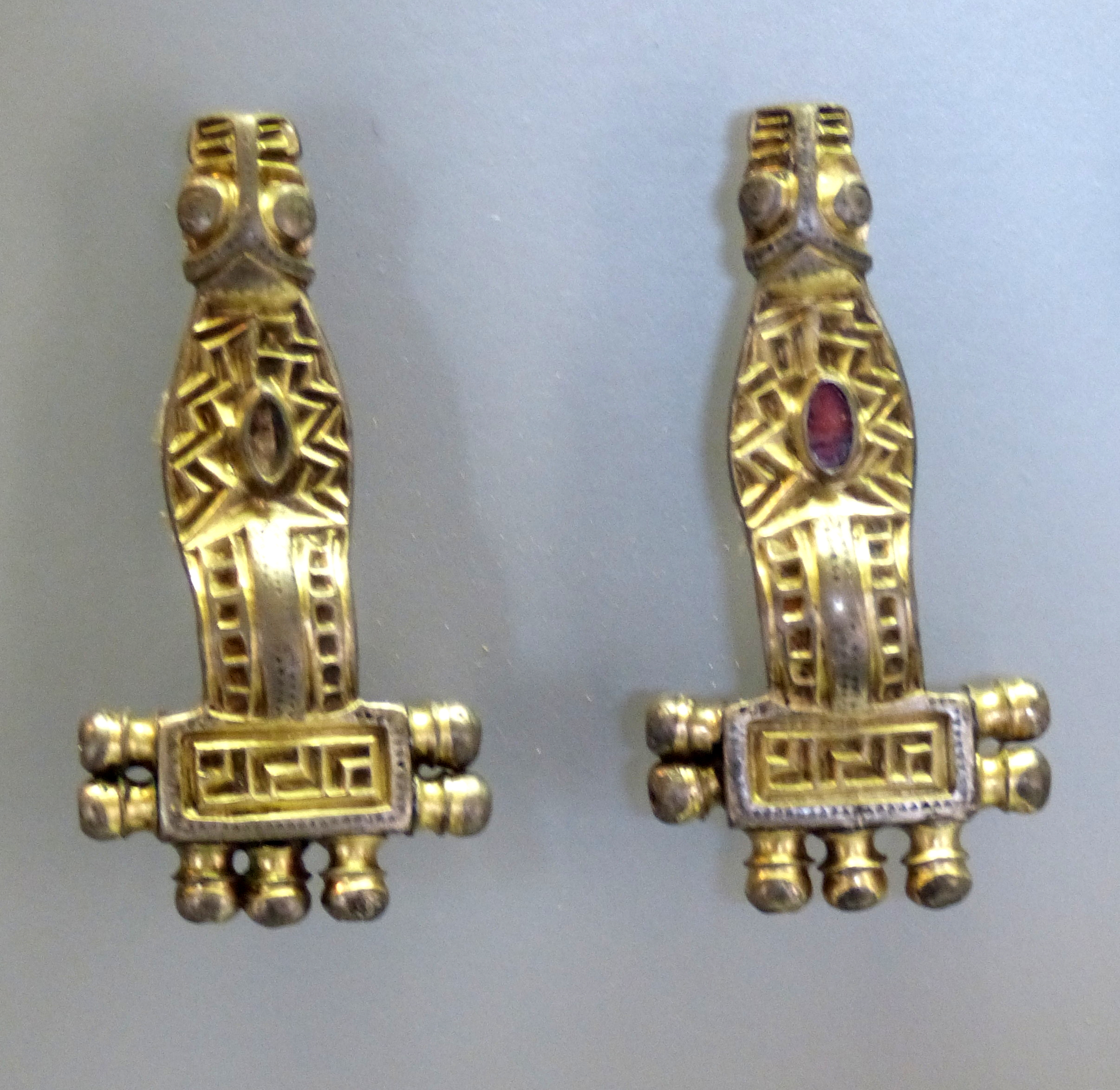
Archeologické muzeum, langobardské spony
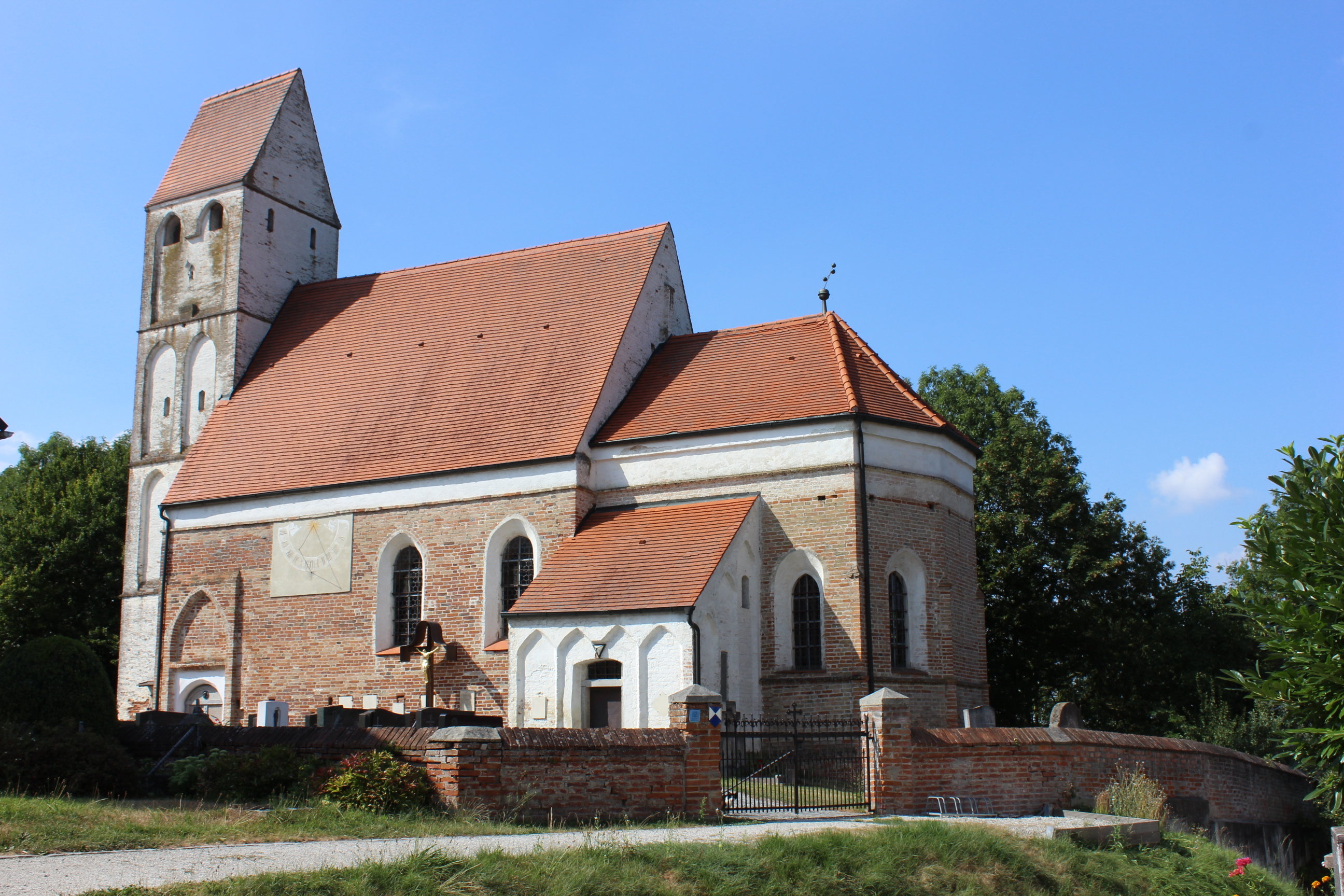
Kostel sv. Jana Křtitele, Usterling